# 1652
1652 (MDCLII) a fost un an bisect al calendarului gregorian, care a început într-o zi de luni.

## Evenimente
- A început primul război anglo-olandez (1652-1654), între flotele navale ale Angliei și Provinciile Unite, primul conflict dintr-o serie de patru războaie.
- 6 aprilie: Jan van Riebeeck și alți coloniști olandezi au înființat o stație de aprovizionare la Capul Bunei Speranțe, ceea ce va deveni orașul Cape Town, în numele Companiei Olandeze a Indiilor de Est.

## Nașteri
- 21 aprilie: Michel Rolle, matematician francez (d. 1719)

## Decese
- 4 februarie: Claude de L'Estoile, dramaturg și poet francez, 50 ani (n. 1602)